# کارابولاک
شهر کارابولاک، اینگوشتیا (به روسی: Карабулак) در کشور روسیه و در جمهوری اینگوشتیا واقع شده‌است.